# Nouvion-sur-Meuse
Nouvion-sur-Meuse és un municipi francès situat al departament de les Ardenes i a la regió del Gran Est. L'any 2007 tenia 2.195 habitants.

## Demografia

### Població
El 2007 la població de fet de Nouvion-sur-Meuse era de 2.195 persones. Hi havia 870 famílies de les quals 233 eren unipersonals (105 homes vivint sols i 128 dones vivint soles), 237 parelles sense fills, 307 parelles amb fills i 93 famílies monoparentals amb fills.
La població ha evolucionat segons el següent gràfic:
Habitants censats

### Habitatges
El 2007 hi havia 922 habitatges, 878 eren l'habitatge principal de la família, 1 era una segona residència i 43 estaven desocupats. 703 eren cases i 212 eren apartaments. Dels 878 habitatges principals, 412 estaven ocupats pels seus propietaris, 460 estaven llogats i ocupats pels llogaters i 6 estaven cedits a títol gratuït; 6 tenien una cambra, 59 en tenien dues, 171 en tenien tres, 203 en tenien quatre i 439 en tenien cinc o més. 634 habitatges disposaven pel capbaix d'una plaça de pàrquing. A 419 habitatges hi havia un automòbil i a 328 n'hi havia dos o més.

### Piràmide de població
La piràmide de població per edats i sexe el 2009 era:
| Homes | Edats   | Dones |
| ----- | ------- | ----- |
| 0     | 95 o +  | 0     |
| 4     | 90 a 94 | 0     |
| 8     | 85 a 89 | 16    |
| 4     | 80 a 84 | 12    |
| 32    | 75 a 79 | 36    |
| 44    | 70 a 74 | 40    |
| 48    | 65 a 69 | 52    |
| 68    | 60 a 64 | 60    |
| 52    | 55 a 59 | 64    |
| 84    | 50 a 54 | 84    |
| 68    | 45 a 49 | 60    |
| 72    | 40 a 44 | 76    |
| 88    | 35 a 39 | 96    |
| 52    | 30 a 34 | 84    |
| 84    | 25 a 29 | 68    |
| 48    | 20 a 24 | 44    |
| 80    | 15 a 19 | 84    |
| 116   | 10 a 14 | 112   |
| 64    | 5 a 9   | 92    |
| 44    | 0 a 4   | 56    |

## Economia
El 2007 la població en edat de treballar era de 1.434 persones, 950 eren actives i 484 eren inactives. De les 950 persones actives 822 estaven ocupades (459 homes i 363 dones) i 127 estaven aturades (59 homes i 68 dones). De les 484 persones inactives 161 estaven jubilades, 161 estaven estudiant i 162 estaven classificades com a «altres inactius».

### Ingressos
El 2009 a Nouvion-sur-Meuse hi havia 894 unitats fiscals que integraven 2.256,5 persones, la mediana anual d'ingressos fiscals per persona era de 15.466 €.

### Activitats econòmiques
Dels 48  establiments que hi havia el 2007, 3 eren d'empreses extractives, 4 d'empreses alimentàries, 1 d'una empresa de fabricació d'altres productes industrials, 6 d'empreses de construcció, 8 d'empreses de comerç i reparació d'automòbils, 4 d'empreses de transport, 5 d'empreses d'hostatgeria i restauració, 2 d'empreses immobiliàries, 12 d'entitats de l'administració pública i 3 d'empreses classificades com a «altres activitats de serveis».
Dels 12 establiments de servei als particulars que hi havia el 2009, 1 era una oficina de correu, 1 autoescola, 1 paleta, 3 guixaires pintors, 1 lampisteria, 1 electricista, 1 perruqueria, 2 restaurants i 1 saló de bellesa.
Dels 5 establiments comercials que hi havia el 2009, 1 era un hipermercat, 2 fleques i 2 carnisseries.
L'any 2000 a Nouvion-sur-Meuse hi havia 7 explotacions agrícoles.

## Equipaments sanitaris i escolars
L'únic equipament sanitari que hi havia el 2009 era una farmàcia.
El 2009 hi havia una escola elemental. Nouvion-sur-Meuse disposava d'un col·legi d'educació secundària amb 478 alumnes.

## Poblacions més properes
El següent diagrama mostra les poblacions més properes.